# 王嘉龄

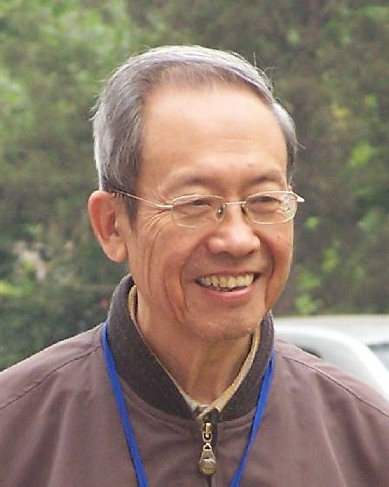
王嘉龄

王嘉龄（1934年11月28日—2008年6月23日），中国语言学家，主要研究方向为音系学。

## 生平
王嘉龄于1954年毕业于南开大学外语系，1954年至1960年执教于天津市第二十八中学，1960年开始执教于天津师范大学外语系（后改称外国语学院）。
20世纪80年代初，年近五旬的王嘉龄开始语言学研究，尤其是生成音系学。在接下来的20年里，他撰写了多篇文章，致力于将现代音系学理论介绍到中国大陆。 他先后担任了中国大陆很多重要语言学期刊的编委，并与Norval Smith合编音系学论文集《Studies in Chinese Phonology》。
他的研究主要致力于应用音系学理论分析汉语音系现象，研究的题目主要是汉语的"轻声"现象。他生前曾主持中国国家社会科学基金项目，研究汉语方言中的轻声现象。

## 著作
- Wang, Jialing & Norval S.H. Smith (eds.) (1997) Studies in Chinese Phonology. Berlin/New York: Mouton de Gruyter.
- 路继伦 王嘉龄 (主编) 2003 《现代语音学与音系学研究》，天津社会科学院出版社。
- 路继伦 王嘉龄 (编著) 2012 《汉语轻声的优选论分析》，天津大学出版社。

## 论文
- Wang, Jialing (1997) The representation of the neutral tone in Chinese Putonghua. In Wang, Jialing & Norval S.H. Smith (eds.) (1997) Studies in Chinese Phonology. Berlin/New York: Mouton de Gruyter. 157-184.
- 王嘉龄 (2002a) 三种方言轻声的优选论分析. 《语言科学》1.1:78–85.
- 王嘉龄 (2002b) 优选论和天津话的连读变调及轻声. 《中国语文》4.289:363–371.

## 相关著作
- 路继伦 主编 2004 《天津方言语音学和音系学研究：庆祝王嘉龄教授七十寿诞论文集》，北京理工大学出版社。